# Via Santi Giovanni e Paolo
Via Santi Giovanni e Paolo è una strada di Napoli nel quartiere San Carlo all'Arena resa famosa dal fatto che al civico numero 7 nacque il tenore Enrico Caruso. La via e la zona a essa adiacente è nota tra i napoletani col nome di Sangiovanniello.
In un documento del 1348 appartenente al monastero di Sant'Arpino, si ricorda una terra posta in “Campo dei nostri” e dal contesto si capisce che così veniva chiamato lo spazio della città che andava da Poggioreale ai Ponti Rossi. La strada prende il nome da una chiesa di antica fondazione nel quartiere, che era detta di “San Joannis in Campo”, e in un altro documento dei tempi di Federico II, si riporta come una terra posta fuori dai confini della città, in “Campo de Neapoli, prope et cum facie di Ecclesia San Joannis et Pauli”. La strada quindi prende il nome da una chiesa fondata in epoca medievale, quella dei Santi Giovanni e Paolo.